# 中国船舶重工集团

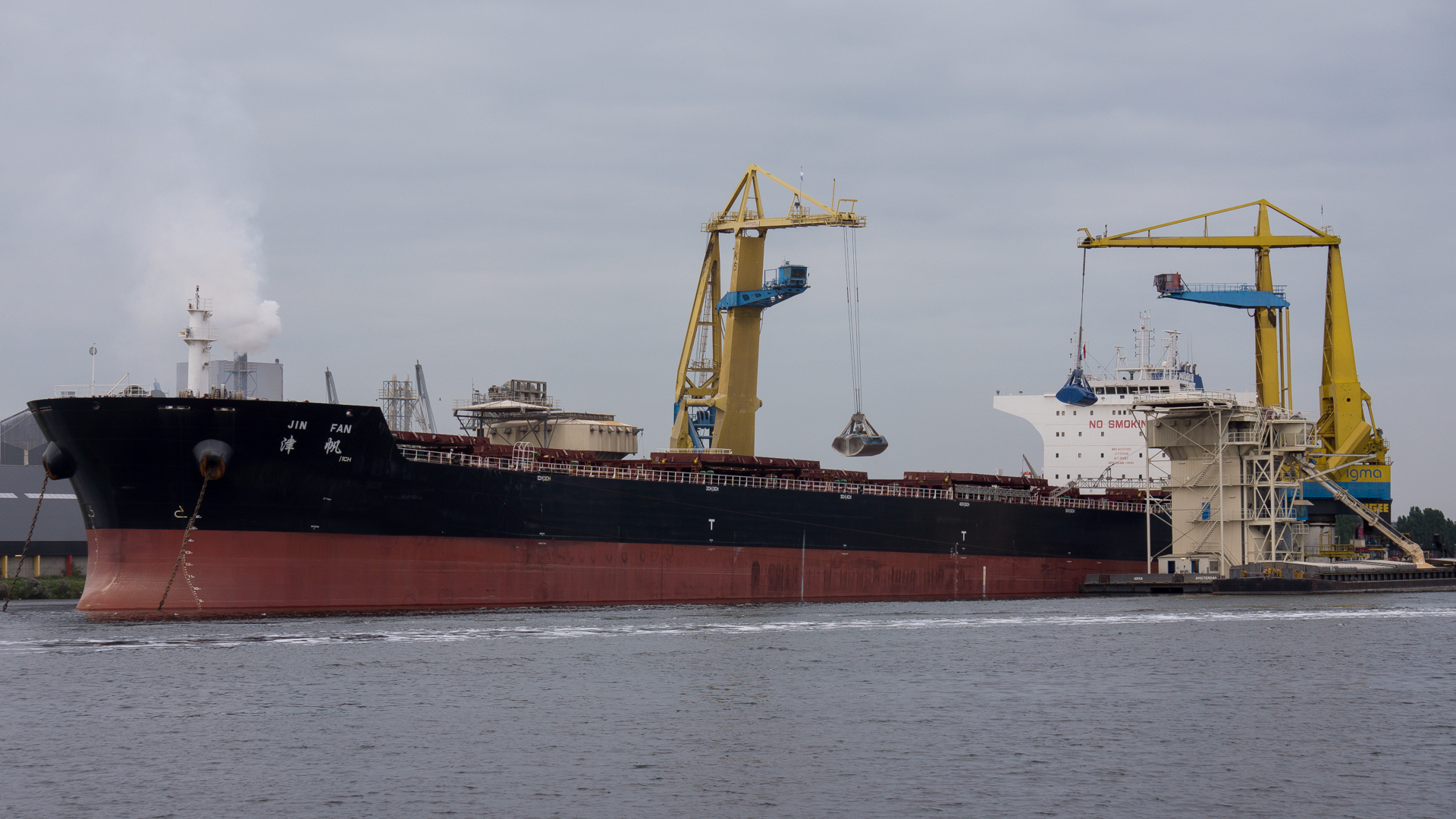
旗下江蘇金陵船廠

中國船舶重工集團公司，簡稱中船重工，是中国船舶集团下属的一家子公司。中船重工成立於1999年，是在原中国船舶工业总公司所屬部分企事業單位基礎上組建的特大型国有企业，由中华人民共和国国务院管理，從事造船及修船（包括軍船及民船）、船舶裝備、船舶技術開發、貨物及技術的進出口業務等，公司總部設在北京。
中国船舶重工集团公司由于大部分子公司位于中國長江以北，所以俗稱「北船」，它與主營中國長江以南的中國船舶工業集團公司分庭抗禮。2019年10月25日，中国船舶工业集团有限公司与中国船舶重工集团有限公司实施联合重组為中国船舶集团有限公司。

## 历史
| 时期                  | 名称 |
| --------------------- | --- |
| 1950年10月－1953年1月 | 中央人民政府重工业部船舶工业局 |
| 1953年1月－1960年9月  | 中央人民政府第一机械工业部船舶工业管理局（1954年起改名为中华人民共和国第一机械工业部船舶工业管理局，1958年起改名为中华人民共和国第一机械工业部第九工业管理局）       |
| 1960年9月－1963年8月  | 中华人民共和国第三机械工业部第九工业管理局（1960年12月起改名为中华人民共和国第三机械工业部第九工业管理总局）                                                         |
| 1963年9月－1982年5月  | 中华人民共和国第六机械工业部 |
| 1982年5月－1999年6月  | 中国船舶工业总公司 |
| 1999年6月－2019年10月 | 中国船舶重工集团公司与中国船舶工业集团公司 |
| 2017年4月             | 中国船舶重工集团公司以約2.58億港元連命名權向第一集團購入長沙灣道650號23至25樓頂層複式，呎價19000元，創西九龍商廈成交新高，該廈將命名為中國船舶大廈，用作海外營運總部 |
| 2019年10月            | 中国船舶工业集团公司与中国船舶重工集团公司实施联合重组為中国船舶集团                                                                                                 |

## 控股公司与子公司
中国船舶重工集团公司旗下有两家控股公司：中國船舶重工股份有限公司（上交所：601989）和风帆股份有限公司（上交所：600482），另外它还有大连船舶重工集团有限公司（大连造船厂）、渤海船舶重工有限责任公司（渤海造船厂）、武昌船舶重工集团有限公司（武昌造船厂）等子公司。
| 公司名                                   | 重要成就或产品 |
| ---------------------------------------- | --- |
| 中国船舶重工股份有限公司                 | |
| 风帆股份有限公司                         | |
| 西安船舶设备工业公司                     | |
| 重庆船舶工业公司                         | |
| 天津船舶工业公司                         | |
| 大连船舶工业公司                         | |
| 大连船舶重工集团有限公司（大连造船厂）   | 051B型驱逐舰、051C型驱逐舰、052D型驱逐舰、055型驱逐舰、瓦良格号航空母舰的继续修建工作、中华人民共和国的第一艘国产002型航空母舰的建造工作 |
| 渤海船舶重工有限责任公司（渤海造船厂）   | 091型攻击型核潜艇、093型攻击型核潜艇、095型攻击型核潜艇、092型弹道导弹核潜艇、094型弹道导弹核潜艇                                        |
| 武汉船舶工业公司                         | |
| 武昌船舶重工集团有限公司（武昌造船厂）   | 039型潜艇（与江南造船（集团）有限责任公司一起建造）、039A型潜艇（与江南造船（集团）有限责任公司一起建造）、056型护卫舰、056A型护卫舰     |
| 武汉第二船舶设计研究所                   | |
| 重庆川东船舶重工有限责任公司             | |
| 中船重工重庆液压机电有限公司             | |
| 重庆长江涂装机械厂                       | |
| 河北汉光重工有限责任公司                 | |
| 重庆华渝电气仪表总厂                     | |
| 重庆江陵仪器厂                           | |
| 重庆长平机械厂                           | |
| 重庆清平机械厂                           | |
| 淄博火炬能源有限责任公司                 | |
| 保定风帆集团有限责任公司                 | |
| 湖北华舟重工应急装备股份有限公司         | |
| 中船重工海声科技有限公司                 | |
| 沈阳辽海装备有限责任公司                 | |
| 北京长城电子装备有限责任公司             | |
| 山西江淮重工有限责任公司                 | |
| 重庆前卫仪表有限责任公司                 | |
| 西安东风仪表厂                           | |
| 山西汾西重工有限责任公司                 | |
| 中船建筑工程设计研究院                   | |
| 深圳船舶工业贸易公司                     | |
| 中船重工物业管理有限公司                 | |
| 昆明船舶设备集团有限公司                 | |
| 天津新港船舶重工有限责任公司             | |
| 中船重工远舟（北京）科技有限公司         | |
| 中国船舶工业贸易公司                     | |
| 中国船舶工业物资总公司                   | |
| 香港华联船舶有限公司                     | |
| 国际联合船舶投资有限公司                 | |
| 上海瑞舟房地产发展有限公司               | |
| 上海东舟实业公司                         | |
| 海南和平实业股份有限公司                 | |
| 远东（海南）联合航运公司                 | |
| 海南京润公司                             | |
| 上海齐耀热动力有限公司                   | |
| 邯郸光导重工科技有限责任公司             | |
| 重庆海装风电设备有限公司                 | |
| 中国舰船研究院                           | |
| 中国舰船研究设计中心                     | |
| 中国船舶科学研究中心                     | |
| 哈尔滨船舶锅炉涡轮机研究所               | |
| 上海船舶设备研究所                       | |
| 西安精密机械研究所                       | |
| 天津航海仪器研究所                       | |
| 武汉数字工程研究所                       | |
| 宜昌测试技术研究所                       | |
| 上海船用柴油机研究所                     | |
| 武汉船用电力推进装置研究所               | |
| 郑州机电工程研究所                       | |
| 船舶信息研究中心                         | |
| 杭州应用声学研究所                       | |
| 江苏自动化研究所                         | |
| 华中光电技术研究所                       | |
| 邯郸净化设备研究所                       | |
| 武汉船舶通信研究所                       | |
| 扬州船用电子仪器研究所                   | H/LJQ-364型搜索雷达 |
| 南京船舶雷达研究所                       | |
| 洛阳船舶材料研究所                       | |
| 上海船舶电子设备研究所                   | |
| 大连测控技术研究所                       | |
| 昆明船舶设备研究试验中心（抚仙湖）       | |
| 中国船舶重工集团公司热加工工艺研究所     | |
| 中国船舶重工集团公司天津修船技术研究所   | |
| 中国船舶重工集团公司技术档案馆           | |
| 中国船舶重工集团公司规划发展战略研究中心 | |
| 中国船舶重工集团公司测控技术中心         | |
| 中国船舶重工集团公司大连疗养院           | |
| 中船重工财务有限责任公司                 | |
| 中船重工科技投资发展有限公司             | |
| 中国船舶重工集团公司军品技术研究中心     | |
| 中国船舶重工国际贸易有限公司             | |
| 中船重工物资贸易集团有限公司             | |

## 领导
总经理、党组副书记
- 黄平涛（-2001年）
- 李长印（2001-2015年）
- 孫波（2015-2018年）
- 吴永杰（2018年-2019年）[11]
- 楊金成（2019年-今）